# Thỏa thuận khung về chương trình hạt nhân của Iran

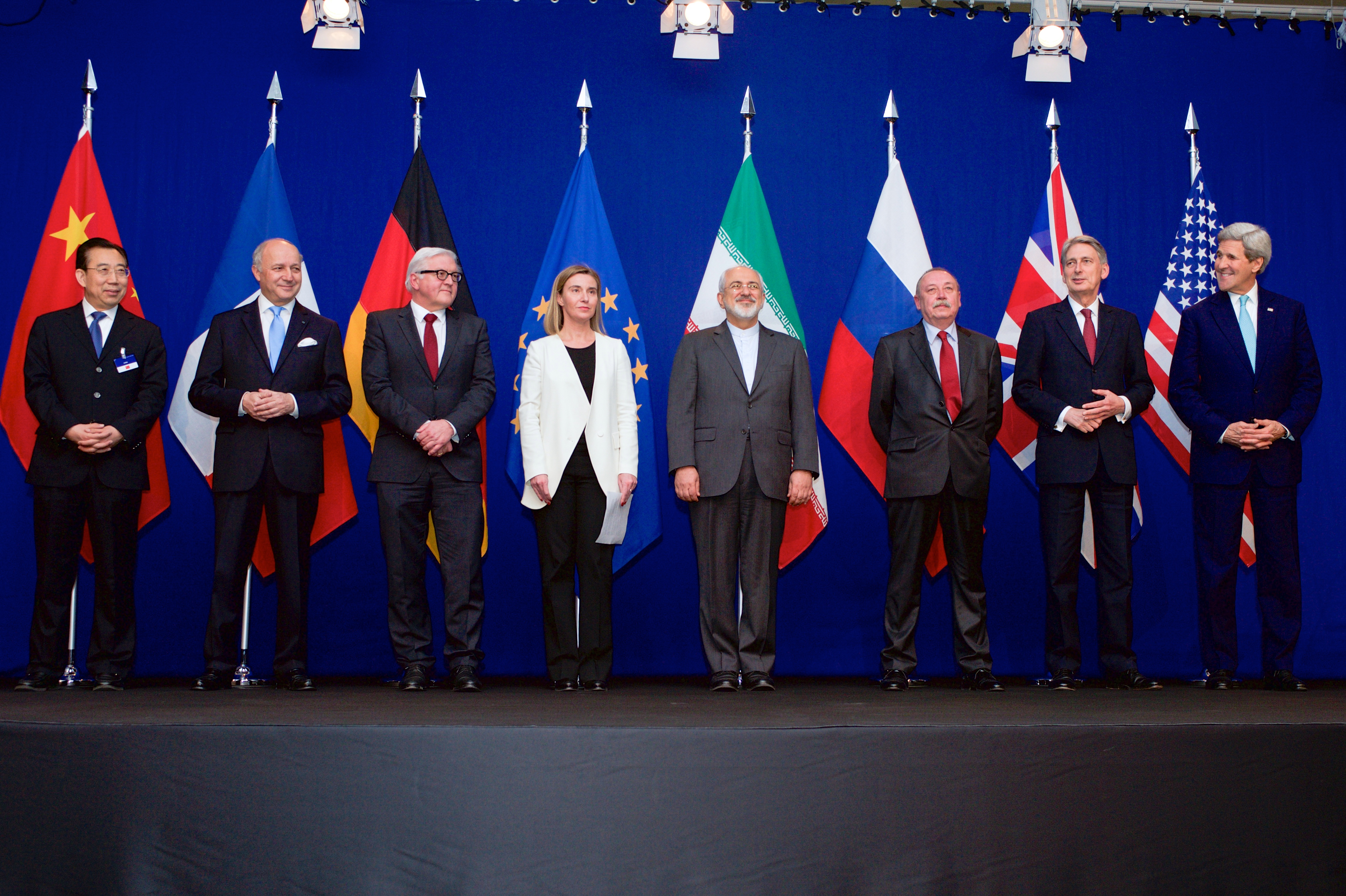
Các bộ trưởng bộ ngoại giao của Pháp, Đức, Liên minh châu Âu, Iran, Vương quốc ANh và Hoa Kỳ cùng với các nhà ngoại giao của Trung Quốc và Nga đang công bố bộ khung cho một thoả thuận về chương trình hạt nhân của Iran (Lausanne, 2 tháng 4 năm 2015).

Thỏa thuận khung về chương trình hạt nhân của Iran là chủ đề của vòng đàm phán cuối cùng giữa Iran và nhóm P5+1 — Hoa Kỳ, Nga, Trung Quốc, Pháp, Vương quốc Anh và Đức — cùng với Liên minh châu Âu về chương trình hạt nhân của Iran.
Thoả thuận này đạt được trên cơ sở của thoả thuận Geneva, tên chính thức là Thoả thuận Hành động chung (JPA). Thoả thuận Geneva là một thoả thuận tạm thời được ký kết vào ngày 24 tháng 11 năm 2013, trong đó Iran đồng ý lùi lại một phần của chương trình hạt nhân của họ nhằm đổi lấy sự nới lỏng một số lệnh trừng phạt. Thoả thuận trên có hiệu lực kể từ ngày 20 tháng 1 năm 2014. Sau đó các bên đồng ý tiếp tục mở rộng đối thoại. Hạn chót được mở rộng tới ngày 24 tháng 11 năm 2014 và khi hết hạn, một hạn chót thứ hai được đưa ra tới ngày 1 tháng 7 năm 2015.
Dựa trên khung thoả thuận hạt nhân của Iran được công bố vào ngày 2 tháng 4 năm 2015, Iran đồng ý chấp nhận hạn chế đáng kể chương trình hạt nhân của mình trong ít nhất một thập niên và một số chương trình sẽ còn bị hạn chế lâu hơn, và đồng ý tăng thêm đáng kể sự giám sát của cộng đồng quốc tế. Các điều khoản chi tiết sẽ được đàm phán cho tới hết tháng 6 năm 2015.

### 2015
- "Parameters for a Joint Comprehensive Plan of Action Regarding the Islamic Republic of Iran's Nuclear Program". United States Department of State. ngày 2 tháng 4 năm 2015. Truy cập ngày 2 tháng 4 năm 2015.
- "367 House Members Send Letter on Iran Nuclear Negotiations to President Obama". U.S. House Committee on Foreign Affairs, Chairman Ed Royce. ngày 23 tháng 3 năm 2015. Bản gốc lưu trữ ngày 5 tháng 9 năm 2015. Truy cập ngày 23 tháng 3 năm 2015.
- "An Open Letter to the Leaders of the Islamic Republic of Iran" (PDF). U.S. Senator Tom Cotton. ngày 9 tháng 3 năm 2015. Bản gốc (PDF) lưu trữ ngày 23 tháng 9 năm 2015. Truy cập ngày 9 tháng 3 năm 2015.
- Simon Henderson and Olli Heinonen (tháng 3 năm 2015). "Nuclear Iran: A Glossary of Terms" (PDF). Washington Institute for Near East Policy. Bản gốc (PDF) lưu trữ ngày 22 tháng 1 năm 2016. Truy cập ngày 19 tháng 3 năm 2015.
- "Testimonies before the U.S. Senate Committee on Armed Services". C-SPAN. ngày 30 tháng 1 năm 2015. Truy cập ngày 17 tháng 2 năm 2015.

### 2014
- Michael Doran (ngày 3 tháng 12 năm 2014). "Testimony before the U.S. Senate Foreign Relations Committee" (PDF). Hudson Institute. Bản gốc (PDF) lưu trữ ngày 4 tháng 3 năm 2016. Truy cập ngày 19 tháng 2 năm 2015.
- J. Matthew McInnis (ngày 18 tháng 11 năm 2014). "Avoiding a bad nuclear deal with Iran". American Enterprise Institute. Bản gốc lưu trữ ngày 11 tháng 7 năm 2015. Truy cập ngày 21 tháng 11 năm 2014.
- David Albright (ngày 18 tháng 11 năm 2014). "Testimony of David Albright before the House Committee on Foreign Affairs" (PDF). Institute for Science and International Security. Truy cập ngày 23 tháng 11 năm 2014.
- "Implementation of the NPT Safeguards Agreement and relevant provisions of Security Council resolutions in the Islamic Republic of Iran" (PDF). International Atomic Energy Agency. ngày 7 tháng 11 năm 2014. Truy cập ngày 7 tháng 11 năm 2014.
- Olli Heinonen (tháng 11 năm 2014). "The Iranian Nuclear Programme: Practical Parameters for a Credible Long-Term Agreement" (PDF). The Henry Jackson Society. Truy cập ngày 9 tháng 11 năm 2014.
- Blaise Misztal (ngày 9 tháng 9 năm 2014). "Update on Iran's Nuclear Program: September 2014". Bipartisan Policy Center. Bản gốc lưu trữ ngày 14 tháng 9 năm 2014. Truy cập ngày 13 tháng 9 năm 2014.
- "Implementation of the NPT Safeguards Agreement and relevant provisions of Security Council resolutions in the Islamic Republic of Iran" (PDF). International Atomic Energy Agency. ngày 5 tháng 9 năm 2014. Truy cập ngày 5 tháng 9 năm 2014.
- "Including Ballistic Missiles in Negotiations with Iran" (PDF). Atlantic Council's South Asia Center. tháng 9 năm 2014. Truy cập ngày 20 tháng 10 năm 2014.
- Orde F. Kittrie, Christopher A. Bidwell (tháng 9 năm 2014). "Verification Requirements for a Nuclear Agreement with Iran" (PDF). Federation of American Scientists. Bản gốc (PDF) lưu trữ ngày 8 tháng 1 năm 2015. Truy cập ngày 7 tháng 9 năm 2014.
- Robert Joseph (ngày 7 tháng 8 năm 2014). "The Path Ahead for a Nuclear Iran". Arms Control Association. Truy cập ngày 21 tháng 8 năm 2014.
- David Albright, Olli Heinonen & Andrea Stricker (ngày 22 tháng 7 năm 2014). ""The Six's" Guiding Principles in Negotiating with Iran" (PDF). Institute for Science and International Security. Truy cập ngày 18 tháng 8 năm 2014.
- Einhorn, Robert (ngày 19 tháng 7 năm 2014). "A Justified Extension for Iran Nuclear Talks, But Hard Choices Ahead". Brookings Institution. Truy cập ngày 23 tháng 7 năm 2014.
- Charles S. Robb và Charles F. Wald (ngày 17 tháng 7 năm 2014). "Evaluating a Nuclear Deal with Iran" (PDF). Bipartisan Policy Center. Truy cập ngày 23 tháng 7 năm 2014.[liên kết hỏng]
- "Iran, Country Profiles, Nuclear". Nuclear Threat Initiative. tháng 7 năm 2014. Truy cập ngày 5 tháng 9 năm 2014.
- Katzman, Kenneth (ngày 30 tháng 6 năm 2014). "Iran: U.S. Concerns and Policy Responses" (PDF). Congressional Research Service. Bản gốc (PDF) lưu trữ ngày 11 tháng 8 năm 2014. Truy cập ngày 2 tháng 8 năm 2014.
- Graham Allison and Oren Setter (tháng 6 năm 2014). "Blocking All Paths to an Iranian Bomb" (PDF). Belfer Center for Science and International Affairs. Bản gốc (PDF) lưu trữ ngày 4 tháng 3 năm 2016. Truy cập ngày 7 tháng 9 năm 2014.
- "Solving the Iranian Nuclear Puzzle: Toward a Realistic and Effective Comprehensive Nuclear Agreement" (PDF). Arms Control Association. tháng 6 năm 2014. Bản gốc (PDF) lưu trữ ngày 4 tháng 3 năm 2016. Truy cập ngày 12 tháng 9 năm 2014.
- "Implementation of the NPT Safeguards Agreement and relevant provisions of Security Council resolutions in the Islamic Republic of Iran" (PDF). International Atomic Energy Agency. ngày 23 tháng 5 năm 2014. Truy cập ngày 25 tháng 11 năm 2014.
- David Albright and Bruno Tertrais (ngày 14 tháng 5 năm 2014). "Making Iran Come Clean About Its Nukes". The Wall Street Journal. Truy cập ngày 1 tháng 9 năm 2014.
- Gregory S. Jones (ngày 5 tháng 5 năm 2014). "Preventing Iranian Nuclear Weapons—Beyond the "Comprehensive Solution"". Nonproliferation Policy Education Center. Truy cập ngày 21 tháng 8 năm 2014.
- Paul K. Kerr (ngày 28 tháng 4 năm 2014). "Iran's Nuclear Program: Tehran's Compliance with International Obligations" (PDF). Congressional Research Service. Truy cập ngày 16 tháng 8 năm 2014.
- Gregory S. Jones (ngày 13 tháng 3 năm 2014). "Iran's Arak Reactor and the Plutonium Bomb". National Review Online. Truy cập ngày 1 tháng 9 năm 2014.
- Pete Hoekstra (ngày 4 tháng 3 năm 2014). "Iran's Dark Past Foreshadows an Even Darker Future" (PDF). The Investigative Project on Terrorism. Truy cập ngày 4 tháng 2 năm 2015.
- Michael Singh (tháng 3 năm 2014). "The Case for Zero Enrichment in Iran". Arms Control Association. Truy cập ngày 21 tháng 8 năm 2014.
- Anthony H. Cordesman (ngày 17 tháng 1 năm 2014). "The P5+1 and Iranian Joint Plan of Action on the Islamic Republic of Iran's Nuclear Program: Assessing the Details and Risks". Center for Strategic and International Studies. Truy cập ngày 12 tháng 9 năm 2014.
- "Defining Iranian Nuclear Programs in a Comprehensive Solution under the Joint Plan of Action" (PDF). Institute for Science and International Security. ngày 15 tháng 1 năm 2014. Truy cập ngày 13 tháng 10 năm 2014.
- Anthony H. Cordesman and Bryan Gold (tháng 1 năm 2014). "The Gulf Military Balance. Volume II: The Missile and Nuclear Dimensions" (PDF). Center for Strategic and International Studies. Truy cập ngày 31 tháng 10 năm 2014.

### 2013
- "Joint Plan of Action" (PDF). European External Action Service. ngày 24 tháng 11 năm 2013. Truy cập ngày 18 tháng 10 năm 2014.
- Colin H. Kahl (ngày 13 tháng 11 năm 2013). "Examining Nuclear Negotiations: Iran After Rouhani's First 100 Days" (PDF). Center for a New American Security. Truy cập ngày 19 tháng 8 năm 2014.
- Michael Singh (ngày 18 tháng 10 năm 2013). "The straight path to a nuclear deal with Iran". The Washington Post. Truy cập ngày 19 tháng 8 năm 2014.